# یوکلس
یوکلس (به اسپانیایی: Uclés) یک شهرستان در اسپانیا است که در استان کوئنکا واقع شده‌است.

## خصوصیات
یوکلس ۶۴ کیلومترمربع مساحت و ۲۸۷ نفر جمعیت دارد.